# Mario vs. Donkey Kong : Pagaille à Mini-Land !
 (mars 2020).
Si vous disposez d'ouvrages ou d'articles de référence ou si vous connaissez des sites web de qualité traitant du thème abordé ici, merci de compléter l'article en donnant les références utiles à sa vérifiabilité et en les liant à la section « Notes et références ».
Mario vs. Donkey Kong : Pagaille à Mini-Land ! (Mario vs Donkey Kong : Mini-Land Mayhem) est un jeu vidéo de réflexion sorti en 2010 aux États-Unis et le 4 février 2011 en France, développé par Nintendo Software Technology et édité par Nintendo pour la Nintendo DS. Il a été annoncé lors de l'E3 2010. C'est le troisième épisode de la série Mario vs. Donkey Kong et la suite de Mario vs. Donkey Kong 2 : La Marche des Mini.

## Scénario
Dans la séquence d'ouverture du jeu, Mario et Pauline supervisent l'inauguration d'un parc d'attractions appelé "Mini-Land". Donkey Kong est le 101e visiteur à arriver au parc d'attractions, et se voit refuser le cadeau offert aux cent premiers visiteurs: un "Mini-Pauline", une sorte de figurine à l'effigie de Pauline. Furieux, Donkey Kong kidnappe la vraie Pauline, incitant Mario, accompagné par des jouets appelés Mini-Mario, à se lancer à sa poursuite à bord d'un train. Mario et les jouets devront affronter Donkey Kong à divers endroits dans le parc d'attractions. Après voir vaincu Donkey Kong et sauvé Pauline, Mario lui présente un jouet Mini-Pauline, apaisant ainsi Donkey Kong.

## Développement

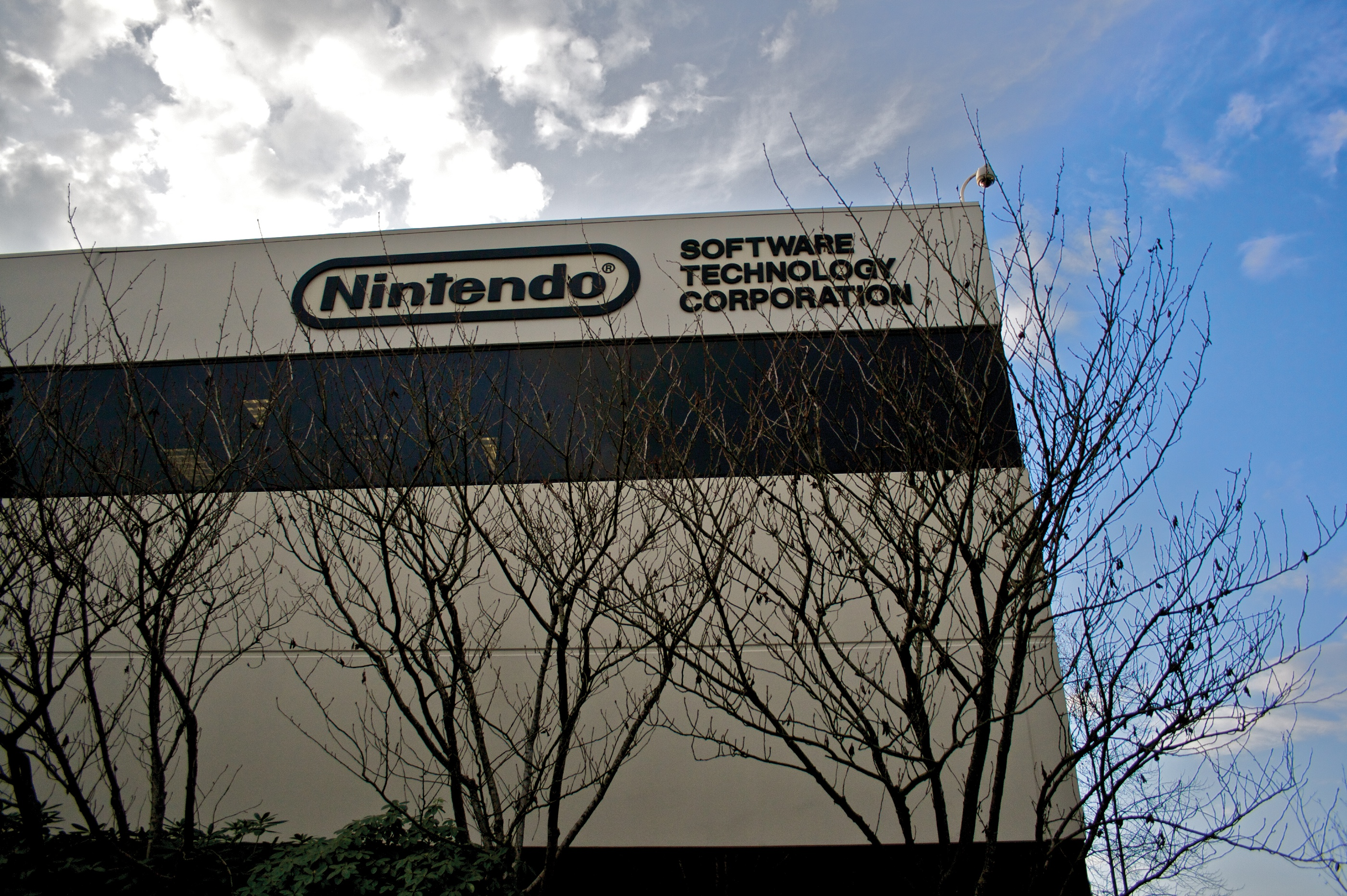
Pagaille à Mini-Land ! est développé par Nintendo Software Technology, qui se trouve à Redmond dans l'État de Washington.